# (16853) Masafumi
(16853) Masafumi est un astéroïde de la ceinture principale.

## Description
(16853) Masafumi est un astéroïde de la ceinture principale. Il fut découvert le 21 décembre 1997 à Chichibu par Naoto Satō. Il présente une orbite caractérisée par un demi-grand axe de 3,10 UA, une excentricité de 0,12 et une inclinaison de 2,2° par rapport à l'écliptique.

## Compléments